# Brian Ferri
Brian Ferri (Venado Tuerto, Santa Fe, Argentina; 26 de julio de 1993) es un futbolista argentino. Juega como arquero y actualmente juega para Sportivo Rivadavia de Venado Tuerto en el Federal B.

## Trayectoria

### San Lorenzo de Almagro
Brian Ferri se concentró por primera vez con el plantel profesional para el partido de la fecha 4 de Torneo Inicial 2013, debido a las lesiones de los arqueros Cristian Álvarez, Ezequiel Mastrolía y José Devecchi.
El 26 de julio de 2014, el club decide terminar con su contrato.

## Clubes
| Club                   | País      | Año           |
| ---------------------- | --------- | ------------- |
| San Lorenzo de Almagro | Argentina | 2013-2014     |
| Sportivo Rivadavia     | Argentina | 2016-presente |

## Palmarés

### Campeonatos nacionales
| Título           | Club                   | País      | Año    |
| ---------------- | ---------------------- | --------- | ------ |
| Primera División | San Lorenzo de Almagro | Argentina | I-2013 |